# Femiesfera
La femiesfera es un cuerpo geométrico con una sola cara, dos aristas y cuatro vértices.

## Descripción
La forma de la femiesfera recuerda a la del esfericón aunque no tiene líneas rectas. En lugar de las líneas rectas utilizadas para definir la superficie de un esfericón, posee arcos circulares de radio arbitrario. Por eso si se la hace rodar sobre una esfera, cubrirá toda el área de la misma en una revolución.
La superficie de una femiesfera de radio unitario es {\displaystyle S=4\pi }